# Cikády
Cikády (Cicadoidea) je nadčeleď hmyzu patřící dříve mezi stejnokřídlé, dnes je řazena do řádu polokřídlí (Hemiptera).

## Charakteristika
Dospělý jedinec je dlouhý kolem 2–5 cm, některé tropické druhy však dosahují i délky 15 cm. Cikády mají velmi dobré velké oči, umístěné odděleně na stranách hlavy, kromě nich mají ještě tři malá očka umístěná nad nimi. Dalšími znaky jsou poměrně krátká tykadla a blanitá křídla. Pouštní cikády se také jako jedny z mála dokáží ochlazovat pocením. Samečci vyluzují charakteristické hlasité cvrkavé zvuky pomocí membrány na zadečku. Jde o nejhlučnějšího zástupce z říše hmyzu. Cikády také můžeme nalézt u moře.
Cikády dokážou vyvinout hlasitost až kolem 120 decibelů, což je pro lidský sluch již na hranici bolestivosti.

## Evoluce
Cikády jsou dobře známé již z fosilního záznamu z druhohorní éry, kdy některé vývojové linie dosahovaly obřích rozměrů (rozpětí křídel kolem 15 cm). Mezi obdobími jury a křídy se cikády staly v průměru rychlejšími a silnějšími, aby dokázaly lépe unikat predaci ze strany praptáků a dalších hmyzožravců.

## Zástupci
- cikáda chlumní (Cicadetta montana)
- cikáda obecná (Lyristes plebejus)
- cikáda trnková (Cicadivetta tibialis)
- cikáda viničná (Tibicina haematodes)
- cikáda sedmnáctiletá (Magicicada septendecim)